# 담양 천변리 석인상
담양 천변리 석인상(潭陽 川邊里 石人像)은 대한민국 전라남도 담양군 담양읍 천변리에 있는 석인상이다. 1984년 2월 29일 전라남도의 문화재자료 제21호로 지정되었다.

## 개요
마을입구의 마련된 보호각 안에 서 있는 2구의 장승으로, 할아버지와 할머니의 모습을 하고 있다. 마을 사람들은 장승이라기보다 비석이라고 부르며 있으며, 이 거리를 '비석거리'라 칭하고 한다.
할아버지 비석은 얼굴이 전체의 절반을 차지하고 있다. 원유관을 쓴 머리, 움푹 패인 눈, 넓은 코, 두꺼운 입술, 역삼각형의 수염 등이 표현되었고, 관리가 임금을 뵐 때 손에 쥐는 홀을 들고있다. 할머니 비석은 머리가 위로 치켜올라간 듯 둥그런 얼굴을 하고 있으며, 눈은 패였고 코와 입은 닳아서 흔적만 남아있다.
지극히 희화적인 이 석인상은 조선 헌종 4년(1838) 담양부사 홍기섭이 제작한 것이다. 마을의 입구에 세워 마을 수호신 구실을 하는 장승의 형태이나, 담양의 땅 모양이 배 모양이기 때문에 뱃사공이 있어야 한다는 풍수지리설에 따라 이 장승을 세운 것으로 전하고 있다.

## 참고 문헌
- 천변리석인상 - 국가유산청 국가유산포털